# Турмаш
Турмаш (рум. Turmaș) — село у повіті Хунедоара в Румунії. Входить до складу комуни Мертінешть.
Село розташоване на відстані 278 км на північний захід від Бухареста, 18 км на схід від Деви, 112 км на південь від Клуж-Напоки, 148 км на схід від Тімішоари.

## Населення
За даними перепису населення 2002 року у селі проживали 66 осіб, з них 65 осіб (98,5%) румунів. Рідною мовою 64 особи (97,0%) назвали румунську.